# 단대천
단대천은 성남시 수정구와 중원구의 경계를 이루는 성남시의 복개하천이다. 발원지는 남한산성 인근의 계곡이며 합류지는 탄천이다. 총 길이는 5.6km이며, 광주대단지 계획 이후 교통량이 급증하자 도로확보를 위해 전구간을 복개하였다. 복개구간 중 일부는 서울지하철 8호선의 선로로 쓰이고 있다. 단대천이라는 명칭은 성남시 수정구 단대동을 흐른다 하여 유래된 것이다.

## 지류
- 금갱이천
- 논골천
- 산성천

## 같이 보기
- 단대동
- 성남동
- 탄천